# Holmok, Ujhorod
Holmok (în ucraineană Холмок) este localitatea de reședință a comunei Holmok din raionul Ujhorod, regiunea Transcarpatia, Ucraina.

## Demografie
Componența lingvistică a localității Holmok
     Ucraineană (50,64%)
     Maghiară (48,52%)
     Alte limbi (0,51%)
Conform recensământului din 2001, majoritatea populației localității Holmok era vorbitoare de ucraineană (50,64%), existând în minoritate și vorbitori de maghiară (48,52%).